# Сельскохозяйственный факультет Восточно-Сараевского университета
Сельскохозяйственный факультет Восточно-Сараевского университета (серб. Пољопривредни факултет Универзитета у Источном Сарајеву) — структурное подразделение Восточно-Сараевского университета, одного из двух государственных высших учебных заведений Республики Сербской.

## История
Факультет сельского и лесного хозяйства был основан в Сараево 21 марта 1940 года указом Министерства образования Королевства Югославии. В январе 1941 года обучение там начало 127 человек, принятые туда в прошлом году. В апреле того же года после оккупации страны и провозглашения Независимого государства Хорватии факультет прекратил свою деятельность.
После окончания Второй мировой войны возникла необходимость в реорганизации высших учебных заведений в области сельского и лесного хозяйства. 31 декабря 1946 года правительство Федеративной Народной Республики Югославия издало указ о создании Федеральной высшей школы горного управления в Сараево, имевшей аналогичный факультету статус. В сентябре 1947 года началось зачисление студентов, 5 ноября 1947 года начался учебный процесс. Право учиться сохранили и те студенты, которые были записаны в 1940 году: им засчитали первые два семестра в качестве пройденных. В декабре 1948 года был формально восстановлен факультет сельского и лесного хозяйства после принятия закона Народной скупщиной Народной Республики Боснии и Герцеговины. В конце 1958 года факультет был разделён на два факультета: сельскохозяйственный и лесного хозяйства (оба начали работу 1 января 1959 года). Обучение велось с 1958/1959 учебного года на кафедрах земледелия, растениеводство и животноводства. В 1977 году по предложению учебно-научного совета была открыта кафедра переработки и контроля сельскохозяйственной продукции. Позже были открыты аспирантуры по специальностям «молочное животноводство», «земледелие», «растениеводство», «агроэкономика» и так далее.
Вспышка вооружённых конфликтов на территории бывшей Югославии привела к прекращению деятельности факультета в апреле 1992 года. После начала в 1992 году гражданской войны на территории Боснии и Герцеговины решение Народной скупщины Республики Сербской об отделении высших учебных заведений от центра в Сараево создало правовую основу для организации высших учебных заведений в Республике Сербской; решение вступило в силу 10 ноября 1992 года. После вступления в силу Закона «О высшем образовании Республики Сербской», принятого Народной скупщиной, решение от 10 ноября 1992 года было отменено. Решением Министерства образования, науки и культуры Республики Сербской от 28 ноября 1994 года было установлено, что сельскохозяйственный факультет выполнил условия для возобновления деятельности в 1994—1995 учебном году. Здание факультета было открыто в городе Лукавица, первым деканом стал профессор Мирослав Богданович. В развитии факультета участвовали такие профессора, как Драголюб Лабус, Драгич Бабович, Драгутин Джукич (все — Сельскохозяйственный факультет в Чачаке), Митар Башевич, Оливера Гвозденович, Велько Вулетич, Момир Шаренац (Восточно-Сараевский университет) и Зора Николич (Ветеринарный факультет в Белграде). В 2010 году отделение сельскохозяйственного факультета открыто в Биелине, в 2011 году — во Власенице.

## Структура
По предложению учёного и научного советов и по решению Сената на факультете были учреждены три факультета (отделения), в рамках которых была проведена систематизация узких научных областей и смежных дисциплин:
- Земледелие
- Лесоводство
- Агро-Средиземноморское производство

Действуют пять кафедр:
- Кафедра растениеводства
- Кафедра садоводства
- Кафедра животноводства
- Кафедра сельской экономики и развития сельского хозяйства
- Кафедра лесного хозяйства

Действующим деканом является доктор наук, профессор Весна Милич.

## Достижения
В 1996 году в Тивате состоялась первая общественная реклама сельскохозяйственного факультета на Агрономиаде: студенты факультета принимали участие в спортивных соревнованиях.
Факультет ежегодно проводит Agrosym — выставку достижений сельского хозяйства Республики Сербской и крупнейшую научную конференцию в Республике. В этой конференции принимают участие учёные из разных стран и разных континентов, публиковавшиеся в авторитетных научных изданиях. На конференции представляются доклады на тему животноводства, продовольственной безопасности, развитии сельской местности и т.д..